# Olivia Mellegård
Olivia Mellegård (* 17. Juni 1996 in Göteborg) ist eine schwedische Handballspielerin. Sie spielt beim dänischen Erstligisten Ikast Håndbold und in der schwedischen Nationalmannschaft.

## Vereinskarriere
Olivia Mellegård spielte anfangs beim schwedischen Verein Önnereds HK. Im Jahr 2015 wechselte die Außenspielerin zum schwedischen Erstligisten IK Sävehof. Mit Sävehof gewann sie 2016, 2018 und 2019 die schwedische Meisterschaft. Im Sommer 2019 wechselte sie zum dänischen Erstligisten København Håndbold. In der Saison 2020/21 fiel Mellegård aufgrund einer Kreuzbandverletzung aus, die sie sich im August 2020 in der Saisonvorbereitung zuzog. Im März 2022 zog sie sich erneut einen Kreuzbandriss zu. Zur Spielzeit 2022/23 kehrte Olivia Mellegård zu IK Sävehof zurück. Nachdem Mellegård anfangs aufgrund ihrer Knieverletzung nicht einsatzfähig war, absolvierte sie im März 2023 ihr erstes Spiel für Sävehof. 2023 und 2024 gewann sie mit Sävehof die schwedische Meisterschaft und 2024 den schwedischen Pokal. Im Sommer 2024 wechselte sie zum dänischen Erstligisten Ikast Håndbold.

## Auswahlmannschaften
Olivia Mellegård gewann mit der schwedischen Jugendnationalmannschaft die Goldmedaille bei der U-17-Europameisterschaft 2013, die Bronzemedaille bei den Olympischen Jugend-Sommerspielen 2014 sowie die Bronzemedaille bei der U-19-Europameisterschaft 2015. Seit 2016 gehört Mellegård dem Kader der schwedischen Nationalmannschaft an, für die sie bisher in 71 Länderspielen 149 Treffer erzielte. Sie nahm an der Europameisterschaft 2016 teil. Mellegård zog sich in der Hauptrundenpartie gegen Frankreich bei einem Zusammenprall mit Laura Glauser eine Gehirnerschütterung zu. Infolgedessen war das Turnier für sie beendet. Weiterhin belegte sie mit Schweden bei der Weltmeisterschaft 2017 den vierten Platz, bei der Europameisterschaft 2018 den sechsten Platz sowie bei der Weltmeisterschaft 2023 den vierten Platz.

## Sonstiges
Ihr Vater Glenn Mellegård Gustavsson, ihr Bruder Pontus Mellegård, ihr Onkel Mikael Mellegård sowie ihr Cousin Emil Mellegård sind ebenfalls Handballspieler. Sie ist mit dem schwedischen Fußballspieler Carl Johansson liiert.